# ディーン・ホワイトヘッド
ディーン・ホワイトヘッド（Dean Whitehead、1982年1月12日 - ）は、イングランド・アビンドン＝オン＝テムズ出身の元サッカー選手、現サッカー指導者。現役時代のポジションはMF（セントラルミッドフィールダー）。

## 経歴

### ミドルズブラ
2013年7月、フットボールリーグ・チャンピオンシップのミドルズブラFCに移籍。2014–15シーズン、ミドルズブラは昇格プレーオフの決勝まで進んだが、ノリッジ・シティFCに0-2で敗れた。シーズン終了後、アイトール・カランカ監督から戦力外通告を受け退団。

### ハダースフィールド
ミドルズブラ退団後、2015年6月に同じチャンピオンシップのハダースフィールド・タウンFCと2年契約を結んだ。2016年5月7日のブレントフォードFC戦で相手MFニコ・イェナリスに暴行したとして、3試合の出場停止処分が科された。2016-17シーズンにクラブはプレーオフを勝ち抜き、45年振りにトップリーグ昇格を果たす。シーズンオフにはクラブとの契約を1年延長した。
2017-18シーズン限りで現役を引退し、2019年1月よりクラブのU-17部門で指揮を執ることとなった。

## タイトル
クラブ
サンダーランド
- フットボールリーグ・チャンピオンシップ : 2004–05, 2006–07

個人
- フットボールリーグ・チャンピオンシップ年間ベストイレブン : 2006-07